# Brother Jonathan

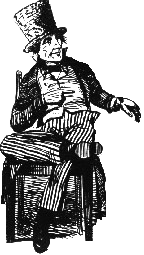
Brother Jonathan dibujado por Thomas Nast.

Brother Jonathan es la personificación nacional de Nueva Inglaterra. También ha sido usado como un emblema de los Estados Unidos en general. Puede ser una alegoría del capitalismo, creada aproximadamente en la década de 1780.
Jonathan solía aparecer en diversos periódicos y revistas de la época.
Brother Jonathan ha sido parodiado y fuente de burla por diversas personas, además de que recuerda al Tío Sam, otro emblema y personificación nacional de los Estados Unidos.

## Legado
La frase "Debemos consultar a Brother Jonathan" aparece los diplomas del Trumbull College, de la Universidad Yale.